# Clinotettix changbaishanensis
Clinotettix changbaishanensis is een rechtvleugelig insect uit de familie doornsprinkhanen (Tetrigidae). De wetenschappelijke naam van deze soort is voor het eerst geldig gepubliceerd in 2004 door Wang, Wang & Ren.